# IC 823
IC 823 ist ein Stern im Sternbild Haar der Berenike am Nordsternhimmel, welchen der französische Astronom Guillaume Bigourdan  am 17. April 1885 fälschlich als IC-Objekt beschrieb.